# Nelson Peak
Il Nelson Peak (in lingua inglese: Picco Nelson) è un picco roccioso antartico, alto 1.605 m, situato all'estremità orientale del Drury Ridge e del Brown Ridge, nel punto in cui le due dorsali vanno a toccare il Washington Escarpment, nel Neptune Range, che fa parte dei Monti Pensacola in Antartide.
Il picco roccioso è stato mappato dallo United States Geological Survey (USGS) sulla base di rilevazioni e foto aeree scattate dalla U.S. Navy nel periodo 1956-66.
La denominazione è stata assegnata dall'Advisory Committee on Antarctic Names (US-ACAN) in onore di Willis H. Nelson, geologo che faceva parte gruppo che conduceva studi sul Neptune Range nel 1963-64.